# Bracia Szamirowie

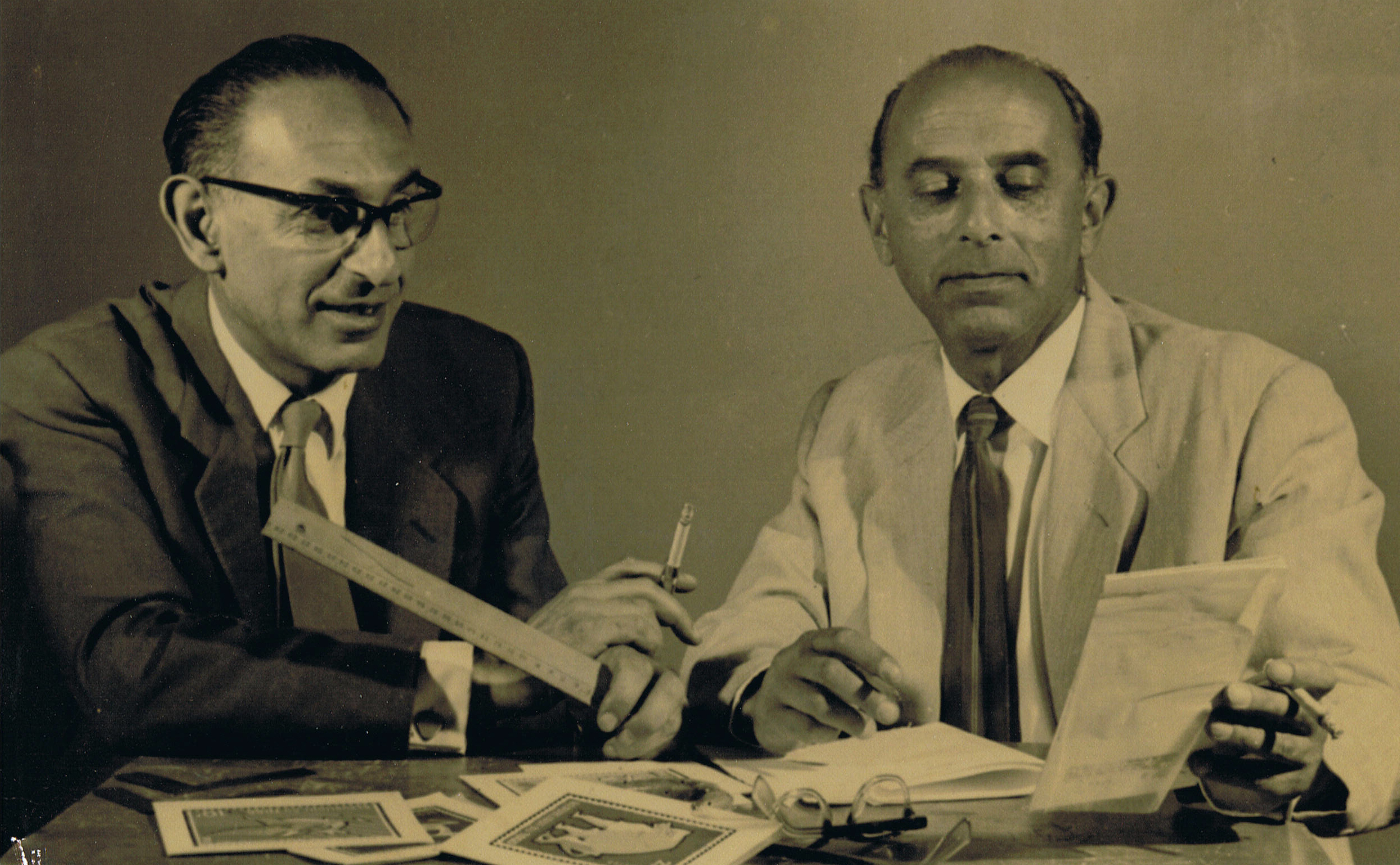
Maksim i Gabri’el Szamirowie

Bracia Szamirowie (hebr. האחים שמיר) – Gabri’el i Maksim Szamirowie, duet izraelskich projektantów plakatów, banknotów, monet kolekcjonerskich i znaczków pocztowych. Bracia Szamirowie byli jednymi z najważniejszych grafików Izraela.

## Historia

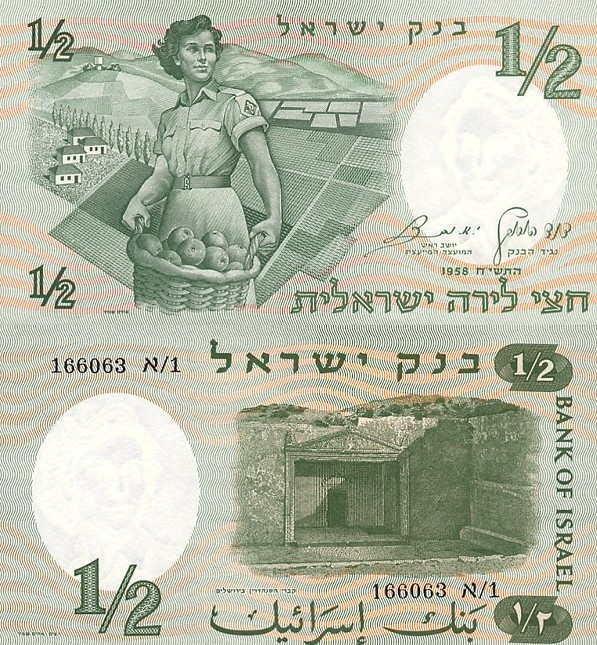
½ funta z członkinią ruchu pioniersko-wojskowego Nachal projektu braci Szamirów

Gabri’el Szamir (hebr. גבריאל שמיר, ur. 1909, zm. 1992), Maksim Szamir (hebr. מקסים שמיר, ur. 1910, zm. 1990) i Lejba Szamir (hebr. לייבה שמיר, ur. 1914, zm. 1994) urodzili się w Lipawie w Imperium Rosyjskim (obecnie Łotwa). Gabri’el i Maksim uczyli się w Szkole Sztuk Pieknych Charlottenburg, z kolei Lejba postanowił zostać śpiewakiem. Po ukończeniu szkoły dwaj starsi bracia założyli w 1933 roku studio graficzne o nazwie Studio Braci Szeftelowicz w Rydze w secesjonistycznej kamienicy projektu Konstantīnsa Pēkšēnsa. Maksim wyjechał do Palestyny w 1934 roku, a Gabri’el rok później. W 1935 roku w Tel Awiwie na ul. Rothschilda kupili mieszkanie, do którego przenieśli swoje studio o zmienionej już nazwie Bracia Szamirowie. Założyli także Związek malarzy hebrajskich dla grafiki użytkowej. Ich działalność związana była z projektowaniem plakatów, reklam i etykiet na potrzeby przedsiębiorstw w języku hebrajskim. W swoich projektach wykorzystywali motywy i przedstawienia związane z ruchem syjonistycznym (np. pejzaże Ziemi Izraela, rolnictwo, żołnierzy i pionierów).
W 1948 roku dwaj bracia zaprezentowali swój projekt herbu Izraela w związku z rozpisanym konkursem. Projekt przedstawiał tarczę heraldyczną z centralnie umieszczoną modernistyczną menorą. Każde z ramion ukoronowane było jedną gwiazdą. Po lewej i po prawej stronie menory znajdowały się gałązki oliwne (przykład). Bracia uzasadnili swoją propozycję tym, iż chcieli stworzyć nowoczesny herb młodego państwa, który nawiązywałby do tradycji. Projekt okazał się zbyt nowoczesny i państwowa komisja postanowiła wstrzymać się z wyborem. Poproszono braci, aby stworzyli nową propozycję ze świecznikiem podobnym do tego z Łuku Tytusa. Takie zestawienie miało połączyć porażkę przeszłości z odrodzonym państwem i wiecznością narodu żydowskiego. Nowy projekt został zaakceptowany jednogłośnie przez komisję oraz tymczasową radę państwa .

W 1958 roku bracia zostali poproszeni o wykonanie projektów awersów nowych banknotów Banku Izraela drugiej emisji funta izraelskiego. Przedstawienia odwoływały się do ideologii syjonistycznej i ukazywały: członkinię ruchu Nachal na tle kibucu i pól, rybaka na tle portu, robotnika na tle fabryki, naukowca w laboratorium oraz dwójkę pionierów na tle Negewu. 
W 1959 roku wykonali jubileuszową serię znaczków w celu upamiętnienia powstania Jesud ha-Ma’ali, Merchawji oraz Deganii.
W latach 50. i 60. XX wieku studio projektowało znaczki pocztowe, plakaty, ulotki. Prace braci cieszyły się taką popularnością, że proszeni byli o wykonywanie projektów dla rządu na potrzeby pożyczki narodowej, walki z nielegalnym handlem, obowiązku szkolnego, czy aktywizacji młodzieży.
W latach 1965–1967 oraz 1969–1970 bracia wykonali projekty dwóch serii izraelskich znaczków pocztowych przedstawiających herby miast państwa Izrael.
Bracia Szamirowie zaangażowani byli także w wykonanie projektów izraelskich monet kolekcjonerskich z serii Chanuka (1961, 1962, 1963, 1974, 1975, 1980).
W 1974 roku studio zostało zamknięte. Maksim wykonywał projekty znaczków pocztowych dla państw afrykańskich, Ameryki Środkowej i Azji. Gabri’el zajął się działalnością charytatywną i wykonywał malowidła ścienne w salach Uniwersytetu Telawiwskiego i salach szpitalnych.
Bracia są znani również z zaprojektowania serii znaczków: z okazji 14., 19. i 20. rocznicy niepodległości Izraela, z rybami Morza Czerwonego, motylami Izraela, czy z okazji olimpiady szachowej w 1964.